# بطولة أوروبا تحت 21 سنة لكرة القدم 1986
بطولة أوروبا تحت 21 سنة لكرة القدم 1986 هو الموسم 5 من  بطولة أوروبا تحت 21 سنة لكرة القدم. أقيم خلال الفترة 1984 وحتى 1986، وأشرف على تنظيمه الاتحاد الأوروبي لكرة القدم، وكان عدد الأندية المشاركة فيه  8، وفاز فيه منتخب إسبانيا لكرة القدم.